# Modekwartier
Het Modekwartier ligt in de Arnhemse wijk Klarendal. Het omvat (delen van) de Hommelseweg, Klarendalseweg en Sonsbeeksingel. In deze straten bevinden zich vijftig kleinschalige winkels en zeventig bedrijfsruimten op het gebied van mode en design. Winkels worden in dit gebied afgewisseld door gewone woonhuizen; er is dus geen sprake van één lange winkelstraat.

## Ontstaan
Het Modekwartier ontstond als onderdeel van de wijkontwikkeling van Klarendal; doel was de leefbaarheid van deze vogelaarwijk te verbeteren. Inwoners van de wijk Klarendal lieten in een enquête weten dat zij inderdaad minder overlast ervoeren sinds de ontwikkeling van het gebied. Volkshuisvesting Arnhem kocht tientallen panden op en begon deze te verhuren aan ondernemers op mode- en designgebied. In 2006 gingen de eerste vier modewinkels open.

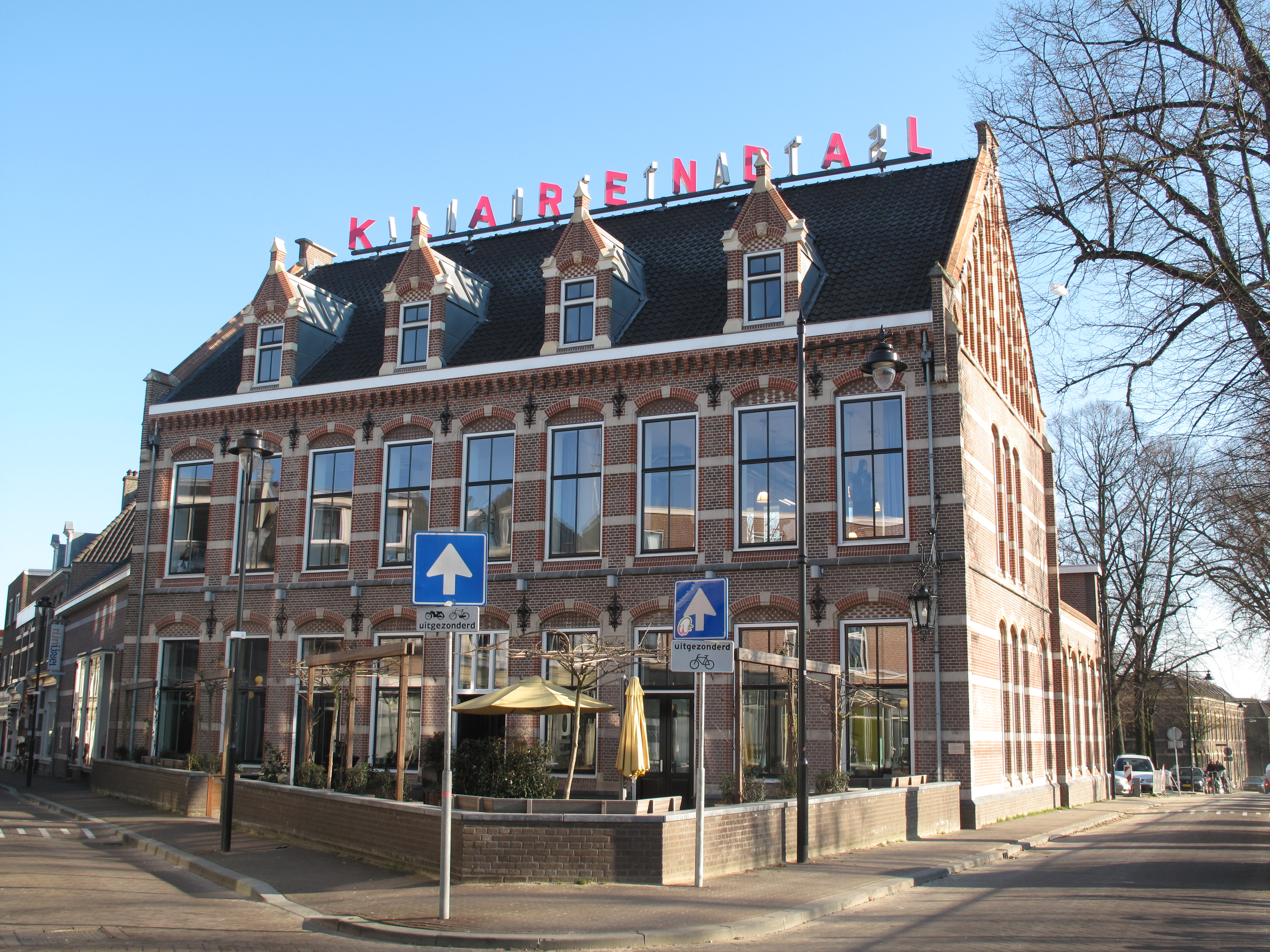
Station Klarendal, Centrum Modekwartier

## Locaties
- Markant gebouw in het Modekwartier is Station Klarendal, gelegen op de hoek van de Klarendalseweg en de Sonsbeeksingel. Dit voormalige postdistributiecentrum stond tot 2005 in de Oude Stationsstraat. Het werd in 125 stukken gezaagd en in 2007-2008 verplaatst naar de huidige plek.[4]
- In 2012 werd het pleintje dat ligt tussen Putstraat, Koolstraat, Sonsbeeksingel en de spoorweg vernoemd naar Elly Lamaker, de oprichtster van de Modeafdeling van ArtEZ.

## Prijzen
In 2011 won de transformatie van Klarendal van achterstandswijk naar modekwartier de NRP Gulden Feniks van het Nationaal Renovatie Platform in de categorie ’Gebiedstransformatie’. De Gulden Feniks is een prijs 'ter bevordering en inspiratie voor hergebruik van de bestaande gebouwde omgeving'. In 2012 won het Modekwartier de Gouden Piramide, de 'Rijksprijs voor  inspirerend opdrachtgeverschap'.

## Ophef
Om Arnhem als modestad op de nationale kaart te zetten startte in 2014 de citymarketingcampagne "Arnhem krijgt je plat". Zowel online als op posters was een vrouw te zien die moe van het shoppen op een bed in modehotel Modez is neergeploft. Niet iedereen vond de campagne goed geslaagd: de slogan zou te plat zijn, een op de poster genoemd bedrijf (People of the Labyrinths) was niet eens meer in Arnhem gevestigd en kledingmerk Humanoid wilde van de poster afgehaald worden.